# Memoria fiscal
La memoria fiscal es un dispositivo al que se conecta a un TPV y que permite registrar todas las operaciones de facturación realizadas desde el TPV. Normalmente este dispositivo se conecta además a una impresora por lo que para generar cualquier ticket o factura el TPV debe enviar las operaciones a la Memoria Fiscal para que sea esta la que lo envíe a la impresora, imprimiéndose entonces un ticket fiscal a diferencia de los demás tiquets que serán tickets no fiscales.
El dispositivo dispone de una interfaz de consulta para extraer la información de facturación almacenada. También dispone de funcionalidades para calcular y almacenar los impuestos correspondientes a las operaciones de facturación realizadas. 
Este dispositivo es obligatorio en algunos países como Argentina, Grecia, Brasil, etc.
- Datos: Q6009979